# Тилорон
Тилорон — синтетичний лікарський препарат, який відноситься до групи противірусних препаратів та імуномодуляторів, та є похідним флуоренону. Препарат застосовується перорально. Тилорон зареєстрований як лікарський препарат у Росії, Україні, Казахстані, Білорусі, Вірменії, Грузії, Киргизстані, Молдові, Туркменістані, Узбекистані під низкою комерційних назв («Аміксин», «Лавомакс», «Орвіс Іммуно», «Тілаксин», «Тілорон»). Свідчення про державну реєстрацію та застосування тилорону за межами колишнього Радянського Союзу відсутні.

## Історія розробки
Тилорон уперше синтезований у США, перший патент на нього датований 1968 роком, дія препарату та його безпечність досліджувались наприкінці 60-х — на початку 70-х років XX століття в США і показав здатність до індукції інтерферону у лабораторних пацюків. В подальшому були проведені детальні дослідження особливостей впливу тилорона на синтез інтерферону in vivo та in vitro, які показали, що він відноситься до індукторів пізнього інтерферону. Після одноразового введення тилорона інтерферон був присутнім у сироватці крові впродовж 48-72 год. У культурі лімфоцитів периферійної крові людини тилорон активує синтез α- і γ-інтерферонів у відношенні 3:1.
Після публікації Кауфмана (1971), у якій автори не знайшли здатність гідрохлориду тилорона до індукції інтерферону у людей, інтерес до досліджень тилорона та інших низькомолекулярних індукторів у США та інших західних країнах дещо знизився.
Крім здатності виробляти інтерферон, проведені дослідження на лабораторних мишах та коровах, що виявили широкий спектр противірусної активності тилорону. Тилорон пригнічує зараження вірусом Semliki Forest, везикулярним стоматитом, енцефаломіокардитом, менговірусом, вірусами грипу А та В та простим герпесом. Тилорон показав протипухлинну активність і знижує активність ДНК-полімераз, пов'язаних з РНК-пухлинними вірусами.
У 70-х роках тилороном зацікавились у Радянському Союзі, зокрема відомий учений-бактеріолог Зінаїда Віссаріонівна Єрмольєва, яка разом із співавторами опублікувала статтю про противірусні властивості тилорона в журналі «Антибиотики» в 1973 році. Його дослідження проводились у Фізико-хімічному інституті ім. О. В. Богатського Національної академії наук України (Одеса), де він був повторно синтезований у 1978 році. З 1997 року тилорон випускається одеською фармацевтичною компанією «ІнтерХім» під торговою назвою «Аміксин».

## Інформація виробника

### Фармакологічні властивості
Тилорон — синтетичний противірусний препарат, який є похідним флуоренону. Механізм дії препарату полягає у стимуляції вироблення α-, β- і γ-інтерферонів, наслідком чого є збільшення вироблення інтерферонів, що інгібує реплікацію вірусів. Тилорон також стимулює стовбурові клітини кісткового мозку, посилює вироблення антитіл, знижує ступінь імуносупресії, відновлює співвідношення Т-супресори/Т-хелпери. При щоденному тривалому прийомі тилорон може зменшувати вироблення прозапальних цитокінів, що дозволяє препарату зміщувати баланс пошкодження та інтенсивності імунної відповіді до сприятливої для організму зони, що суттєво знижує ймовірність розвитку важких форм та ускладнень вірусних інфекцій. Тилорон також підвищує синтез фактору, який пригнічує міграцію макрофагів, а також активує самі макрофаги. За даними російських та українських інструкцій щодо застосування препарату, тилорон ефективний при застосуванні при різних вірусних інфекціях — гострих респіраторних вірусних інфекціях; вірусних гепатитах А, B і C; герпетичній та цитомегаловірусній інфекції; а також при низці нейровірусних інфекцій — розсіяному склерозі, лейкоенцефаліті, увеоенцефаліт та менінгоенцефаліті. Тилорон застосовують також як імуностимулятор при інших запальних та інфекційних захворюваннях, зокрема при урогенітальному та респіраторному хламідіозі, уретриті, туберкульозі легень.

#### Фармакодинаміка
Тилорон швидко всмоктується в шлунково-кишковому тракті. Біодоступність препарату становить 60 %. Тилорон добре (на 80 %) зв'язується з білками плазми крові. Препарат не метаболізується, виводиться з організму переважно з калом, частково із сечею. Період напіввиведення тилорону становить 48 годин.

### Показання до застосування
Тилорон застосовується при грипі та інших гострих респіраторних вірусних інфекціях; вірусних гепатитах А, B і C; герпетичній та цитомегаловірусній інфекції; при низці нейровірусних інфекцій — розсіяному склерозі, лейкоенцефаліті, увеоенцефаліт та менінгоенцефаліті; як імуностимулятор при урогенітальному та респіраторному хламідіозі, уретриті, туберкульозі легень.

### Протипокази
Тилорон протипоказаний при підвищеній чутливості до препарату, при вагітності та годуванні грудьми. Препарат не застосовується дітям віком до 7 років.

### Форми випуску
Тилорон випускається у вигляді таблеток по 0,06 і 0,125 г; та желатинових капсул по 0,125 г.

## Ефективність
В експериментах на тваринах, введення тилорону зумовлює збільшення вироблення клітинами організму інтерферонів — білків, що відіграють важливу роль в формуванні противірусного і протипухлинного імунітету, що попередньо визначило головний спектр терапевтичної активності препарату. Доза тилорону, яка зумовила достатнє збільшення продукції інтерферону у піддослідних лабораторних пацюків, становила у перших дослідах близько 15 мг/кг ваги на день, а доза, яка застосовується у людей, становить близько 1,5 мг/кг, але й у такій дозі тилорон є ефективним проти низки вірусів.
Клінічні дослідження переносимості тилорону та вироблення інтерферону були проведені 1991 року подвійним сліпим методом в СРСР. У дослідженнях брали участь 24 здорових добровольці віком від 18 до 40 років, яким давали таблетований аміксин перорально у дозах 0,125-0,25 г. Дослідження показали задовільну переносимість аміксину та здатність індукувати синтез ендогенного інтерферону. Опубліковані статті про клінічні дослідження тилорона в Росії і Україні або не є рандомізованими, або не містять плацебо-контролю і базуються на застосуванні нестандартних критеріїв ефективності (суб'єктивного самопочуття) замість об'єктивного — вірусологічного аналізу.
В одному з досліджень тилорон продемонстрував протизапальну дію, подібну до дії ліків з групи нестероїдних протизапальних препаратів: ібупрофену або ацетилсаліцилової кислоти.
Згідно з результатами клінічних випробувань, що відбулись у 2007 році в Києві, в Національному медичному університеті імені Олександра Богомольця на кафедрі інфекційних хвороб, в якому взяло участь 119 осіб, у пацієнтів, які отримували «Аміксин®IC» з метою лікування, спостерігався значно легший перебіг ГРВІ (у 2 рази коротше тривалість синдрому інтоксикації і гарячки, в 1,5 разу швидше зникли кашель і нежить), а ускладнення взагалі не спостерігалися. При цьому було встановлено, що ефективність профілактичної дії препарату «Аміксин®IC» становить 93,7 %, що не відповідає суті проведеного дослідження, адже там проведено обстеження хворих, а не профілактичні заходи у здорових осіб.
Клінічні дослідження тилорону також проводились у Росії в кількох лікувальних закладах міста Москви та Тульської області, проте в обох випадках кількість хворих у вибірці (15 і 600) також не відповідала критеріям рандомізованих контрольованих клінічних досліджень.

## Побічна дія та безпечність препарату
За даними клінічних досліджень, які проводились у Росії та Україні, при застосуванні тилорону спостерігається незначна кількість побічних ефектів, більшість з яких є легкими та не призводять до відміни препарату. Серед побічних явищ препарату найчастіше спостерігались шкірні алергічні реакції (шкірний висип, кропив'янка, набряк Квінке, свербіж шкіри), сухість шкіри, гіперемія шкіри, диспепсія, нудота, печія, діарея, біль у животі, загальна слабкість, гарячка, зниження апетиту.
Хоча в клінічних дослідженнях не повідомлено про можливі взаємодії тилорону з іншими лікарськими препаратами, він містить в своїй структурі одночасно катіонні і ліпофільні групи. Речовини з такою будовою здатні спричиняти клітинний ліпідоз — порушення обміну жирів в клітинах.
В експериментах було показано, що тилорон зумовлює фосфоліпідоз — накопичення ліпідів з наступним жировим переродженням — в печінці й сітківці ока у лабораторних тварин.
Невелике дослідження на 14-ти пацієнтах, яким назначали тилорон, в трьох з них препарат спричинив ураження очей — ретинопатію і кератопатію.
Результати експериментів на тваринах показали, що тилорон впливає на вуглеводний обмін та зумовлює накопичення глікозаміногліканів в клітинах, що породжує захворювання — мукополісахаридоз., Станом на лютий 2009 року опубліковані науково достовірні дані про безпечність застосування тилорону у людей відсутні.
Взаємодія тилорону та інших лікувальних препаратів систематично не вивчалась. Відомо, що тилорон здатен впливати на активність цитохрому Р-450. Таким чином, існує ризик небажаної взаємодії тилорону з іншими ліками, які впливають на цитохром і застосовуються для лікування інфекційних захворювань — наприклад, рифампіцин (лікування туберкульозу), антивірусні препарати (для лікування ВІЛ-інфекції), а також з оральними контрацептивами.

## Експериментальне застосування в лікуванні коронавірусної хвороби 2019
За даними ряду клінічних досліджень, тилорон може бути ефективним у лікуванні близькосхідного коронавірусного респіраторного синдрому, чікунгунья, гарячки Ебола, низки інших важких вірусних інфекцій і ймовірно може бути перспективним у лікуванні ковід-19. У травні 2020 року компанія-виробник препарату в Україні «ІнтерХім» ініціювала початок клінічних досліджень щодо ефективності тилорону в лікуванні коронавірусної хвороби 2019.